# Fertőszentmiklós
Fertőszentmiklós är en ort i Ungern.   Den ligger i provinsen Győr-Moson-Sopron, i den västra delen av landet, 160 km väster om huvudstaden Budapest. Fertőszentmiklós ligger 126 meter över havet och antalet invånare är 3 877.
Terrängen runt Fertőszentmiklós är platt. Runt Fertőszentmiklós är det ganska glesbefolkat, med 47 invånare per kvadratkilometer. Närmaste större samhälle är Kapuvár, 11,5 km öster om Fertőszentmiklós. I omgivningarna runt Fertőszentmiklós växer i huvudsak blandskog.